# Willowick
Willowick és una població dels Estats Units a l'estat d'Ohio. Segons el cens del 2000 tenia 14.361 habitants.

## Demografia
Segons el cens del 2000, Willowick tenia 14.361 habitants, 6.101 habitatges, i 4.112 famílies. La densitat de població era de 2.200,3 habitants per km².
Dels 6.101 habitatges en un 25,4% hi vivien nens de menys de 18 anys, en un 52,5% hi vivien parelles casades, en un 11,1% dones solteres, i en un 32,6% no eren unitats familiars. En el 28,3% dels habitatges hi vivien persones soles el 14,2% de les quals corresponia a persones de 65 anys o més que vivien soles. El nombre mitjà de persones vivint en cada habitatge era de 2,35 i el nombre mitjà de persones que vivien en cada família era de 2,9.
Per edats la població es repartia de la següent manera: un 21,2% tenia menys de 18 anys, un 0% entre 18 i 24, un 0% entre 25 i 44, un 0% de 45 a 60 i un 21,9% 65 anys o més.
L'edat mediana era de 41 anys. Per cada 100 dones de 18 o més anys hi havia 91,8 homes.
Entorn del 3,2% de les famílies i el 4,5% de la població estaven per davall del llindar de pobresa.

## Poblacions més properes
El següent diagrama mostra les poblacions més properes.